# Hob Fi Kafas El Itiham
Hob Fi Kafas El Itiham (en arabe : حب في قفص الاتهام, Hob Fi Kafas El Itiham) est une série télévisée algérienne réalisé par Bachir Sellami et diffusée quotidiennement sur Télévision Algérienne et sur Canal Algérie et A3 pour les rediffusions.

## Fiche technique
- Dialogues : Zahra Al-ajami
- Diffusion originale :  Télévision Algérienne
- Société de distribution : Établissement public de télévision
- Langue : Arabe

## Distribution
- Sara Lalama
- Bahia Rachedi
- Amel Himer
- Mohammed Adjaimi